# Ken Osmond
Pour les articles homonymes, voir Osmond.
Kenneth Charles Osmond, dit Ken Osmond, est un acteur américain né le 7 juin 1943 à Glendale (Californie) et mort le 18 mai 2020 à Los  Angeles (Californie).

## Biographie
Ken Osmond commence à apparaître dans des films dès l'âge de neuf ans, puis dans la série télévisée Leave it to Beaver, où il tient le rôle d'un garçon rebelle Eddie Haskell durant six saisons. Ayant des difficultés à trouver d'autres rôles, il arrête de tourner en 1968, puis se marie. De 1970 à 1988, il est policier à Los Angeles, et est blessé en 1980. Il reprend son rôle d'Eddie Haskell, devenu adulte, à la télévision à partir de 1983. Il joue Eddie Haskell père dans le long-métrage Petit Poucet l'espiègle (Leave it to Beaver) en 1997, avec ses propres fils Eric et Christian.

## Filmographie

### Cinéma
- 1952 : Capitaine sans loi (Plymouth Adventure) : Child extra
- 1953 : So Big : Eugene à 9 ans
- 1955 : Bonjour Miss Dove : Tommy Baker à 9 ans
- 1956 : Everything But the Truth : Oren Cunningham
- 1967 : C'mon, Let's Live a Little : The Beard
- 1991 : Dead Women in Lingerie : David
- 1997 : Petit poucet l'espiègle (Leave It to Beaver) : Edward 'Eddie' Haskell Sr.

### Télévision
- 1957 à 1963 : Leave It to Beaver (série TV) : Eddie Haskell
- 1983 : Still the Beaver (TV) : Eddie Haskell
- 1984 : High School U.S.A. de Jack Bender (téléfilm) : Baxter Franklin
- 1985 : Still the Beaver (série TV) : Eddie Haskell père